# Melanonotus pulcher
Melanonotus pulcher är en insektsart som först beskrevs av Brunner von Wattenwyl 1895.  Melanonotus pulcher ingår i släktet Melanonotus och familjen vårtbitare. Inga underarter finns listade i Catalogue of Life.